# Horatio Parker
Horatio William Parker (ur. 15 września 1863 w Auburndale w stanie Massachusetts, zm. 18 grudnia 1919 w Cedarhurst w stanie Nowy Jork) – amerykański kompozytor, organista i pedagog.

## Życiorys
Naukę gry na organach i fortepianie rozpoczął w wieku 14 lat u swojej matki, po roku pisał już pierwsze własne utwory. Studiował w Bostonie u George’a Whitefielda Chadwicka (kompozycja), Stephena Emery’ego (teoria) i Johna Ortha (fortepian). W latach 1882–1885 przebywał w Monachium, gdzie był uczniem Josefa Rheinbergera. Po powrocie do Stanów Zjednoczonych w 1885 roku osiadł w Nowym Jorku, gdzie działał jako nauczyciel muzyki i organista kościelny. W latach 1892–1893, jako następca Antonína Dvořáka, był wykładowcą nowojorskiego National Conservatory of Music. Od 1893 do 1902 roku był dyrektorem muzycznym Trinity Church w Bostonie. W 1894 roku objął katedrę na wydziale teorii muzyki Uniwersytetu Yale, a od 1904 roku był dziekanem uniwersyteckiej School of Music. Do jego uczniów należeli Charles Ives i Edward Shippen Barnes.
Dużo podróżował z koncertami, dyrygując wykonaniami własnych kompozycji, często odwiedzał Wielką Brytanię. Założył i prowadził dwie orkiestry, New Haven Symphony Orchestra (1895–1918) i Choral Society (1902–1910). W 1902 roku otrzymał doktorat honoris causa University of Cambridge.

## Twórczość
Współcześnie pamiętany jest głównie jako nauczyciel Charlesa Ivesa. Jego utwory, utrzymane w stylu późnoromantycznym, uchodzą obecnie za mało oryginalne i sentymentalne. Parker prowadził intensywny tryb życia, wiele kompozycji napisał podczas podróży pociągiem pomiędzy miastami, które odwiedzał w związku ze swoimi zawodowymi obowiązkami.
Parker był autorem dwóch oper (Mona i Fairyland), za każdą z nich otrzymał po 10 tysięcy dolarów nagrody. Mimo to dzieła te nie zapewniły sobie trwałych miejsc w repertuarach.

## Wybrane kompozycje
(na podstawie materiałów źródłowych)

### Utwory orkiestrowe
- Symfonia C-dur (1885)
- Uwertura koncertowa Es-dur (1884)
- uwertura Regulus (1884)
- Venetian Overture (1884)
- Scherzo (1884)
- poemat symfoniczny A Northern Ballad (1889)
- uwertura Count Robert of Paris (1890)
- poemat symfoniczny Vathek (1903)
- Koncert organowy (1902)
- Music for the Yale Pageant (1916)

### Utwory kameralne
- Kwartet smyczkowy F-dur (1885)
- Suita na fortepian, skrzypce i wiolonczelę (1893)
- Kwintet smyczkowy d-moll (1894)
- Suita na skrzypce i fortepian (1894)

### Utwory fortepianowe
- 5 Pieces (1886)
- 4 Sketches (1890)
- 6 Lyrics (1891)

### Utwory organowe
- 4 Compositions (1890)
- 4 Compositions (1891)
- 5 Sketches (1893)
- Sonata Es-dur (1908)

### Pieśni
- Kate Greenaway Songs (1878)
- Two Love Songs (1891)
- 6 Old English Songs (1899)
- Mountain Shepherd’s Song na głosy męskie i fortepian do słów Ludwiga Uhlanda (1883)
- Red Cross Hymn na kontralt i orkiestrę do słów Johna Finleya (1918)

### Utwory chóralne
- Psalm XXIII na sopran, chór żeński, organy i harfę (1884)
- motet na 8 głosów Adstant angelorum chori (1899)
- The Ballad of a Knight and His Daughter na chór i orkiestrę, słowa Friedrich Leopold zu Stolberg-Stolberg (1884)
- rapsodia liryczna A Star Song na 2 głosy, chór i orkiestrę, słowa Henry Bernard Carpenter (1901)
- oda Spirit of Beauty na chór męski i orkiestrę, słowa Arthur Detmers (1905)
- ballada King Gorm the Grim na chór i orkiestrę, słowa Jean de La Fontaine (1907)
- 7 Greek Pastoral Scenes na sopran, alt, chór żeński, obój, harfę i smyczki, słowa Meleager i Argentarius (1912)
- ballada King Trojan na tenora, baryton, chór mieszany i orkiestrę, słowa Franz Alfred Muth (1885)
- A. D. 1919 na sopran, chór i orkiestrę, słowa Brian Hooker (1919)

### Kantaty
- The Kobolds na kwartet solistów i orkiestrą, słowa Arlo Bates (1890)
- Dream-King and His Love na tenora, chór mieszany i orkiestrę, słowa Emanuel Geibel (1891)
- A Song of Times na sopran, chór, trąbkę, orkiestrę i organy, słowa John Luther Long (1911)

### Oratoria
- Hora novissima na sopran, alt, tenora, bas, chór mieszany i orkiestrę, słowa Bernard de Morlaix (1893)
- The Legend of Saint Christopher na 2 głosy, chór i orkiestrę, słowa Isabella Parker (1897)
- A Wanderer’s Psalm na głosy solowe, chór i orkiestrę (1900)
- Morven and the Grail na 2 głosy, chór i orkiestrę, słowa Brian Hooker (1915)

### Opery
- Mona, libretto Brian Hooker (1910, wyst. Nowy Jork 1912)
- Fairyland, libretto Brian Hooker (1914, wyst. Los Angeles 1915)

### Muzyka teatralna
- The Eternal Feminine na chór i orkiestrę, słowa Frances Nathan (1903–1904)
- The Prince of India na głosy, chór i orkiestrę, słowa Joseph Ignatius Constantine Clarke i Lew Wallace (1906)